# Вуцанс, Ренарс
Ренарс Вуцанс (латыш. Renārs Vucāns; 4 ноября 1976) — латвийский футболист, полузащитник. Выступал за сборную Латвии.

## Биография
Начал играть на взрослом уровне в 1994 году в клубе «Пардаугава» (Рига), за сезон сыграл 21 матч в высшей лиге Латвии. В 1995 году перешёл в «Сконто-Метал» — второй состав клуба «Сконто», где провёл два сезона. В 1995 году вошёл в десятку лучших бомбардиров высшей лиги и стал лучшим снайпером своего клуба с 10 голами. 8 июля 1995 года стал автором хет-трика в матче против «Квадрата» (6:0). В 1996 году также был лучшим снайпером клуба (8 голов). В 1997 году перешёл в рижскую «Даугаву», с которой в том же сезоне завоевал серебряные медали чемпионата страны и снова вошёл в десятку лучших снайперов (7 голов). Продолжал выступать за клуб, переименованный в «ЛУ/Даугава», в 1998 году, однако команда играла неудачно. В 1999 году перешёл в «Ригу», с которой завоевал Кубок Латвии. В 2000 году играл за сильнейший клуб Латвии того времени — «Сконто», стал чемпионом и обладателем Кубка страны. Однако по окончании сезона покинул клуб и перешёл в любительскую команду «Ауда», игравшую в первой лиге, а затем завершил карьеру.
Всего в высшей лиге Латвии сыграл 160 матчей и забил 31 гол. Принимал участие в еврокубках — сыграл 6 матчей и забил 2 гола в отборочном турнире Кубка УЕФА, оба гола — летом 1997 года в составе «Даугавы» в двухматчевом противостоянии с украинской «Ворсклой».
Выступал за юниорскую и молодёжную сборную Латвии.
В национальной сборной Латвии дебютировал 2 февраля 2000 года в игре против Румынии в рамках товарищеского турнира на Мальте, заменив на 82-й минуте Виталия Астафьева. Всего сыграл за сборную 4 матча, все в 2000 году — три в рамках турнира на Мальте (один из них, против Словакии, в ряде источников считается неофициальным) и последний — в апреле 2000 года против Литвы.
Принимает участие в соревнованиях ветеранов.

## Достижения
- Чемпион Латвии: 2000
- Серебряный призёр чемпионата Латвии: 1999
- Обладатель Кубка Латвии: 1999, 2000